# (2448) Шолохов
(2448) Шолохов (лат. Sholokhov) — типичный астероид главного пояса, открыт 18 января 1975 года советским астрономом Людмилой Черных в Крымской астрофизической обсерватории и 31 мая 1988 года назван в честь советского писателя Михаила Шолохова.

## Обнаружение и именование
(2448) Шолохов
Открыт 18 января 1975 года в Научном Л. И. Черных.
Назван в память об известном советском писателе и лауреате Нобелевской премии Михаиле Александровиче Шолохове (1905—1984).
Оригинальный текст (англ.)2448 Sholokhov
Discovered 1975-01-18 by Chernykh, L. at Nauchnyj.
Named in memory of Mikhail Aleksandrovich Sholokhov (1905—1984), famous Soviet writer, Nobel prize-winner.
Источники: DISCOVERY.DB; M.P.C. 13172.

## Орбита

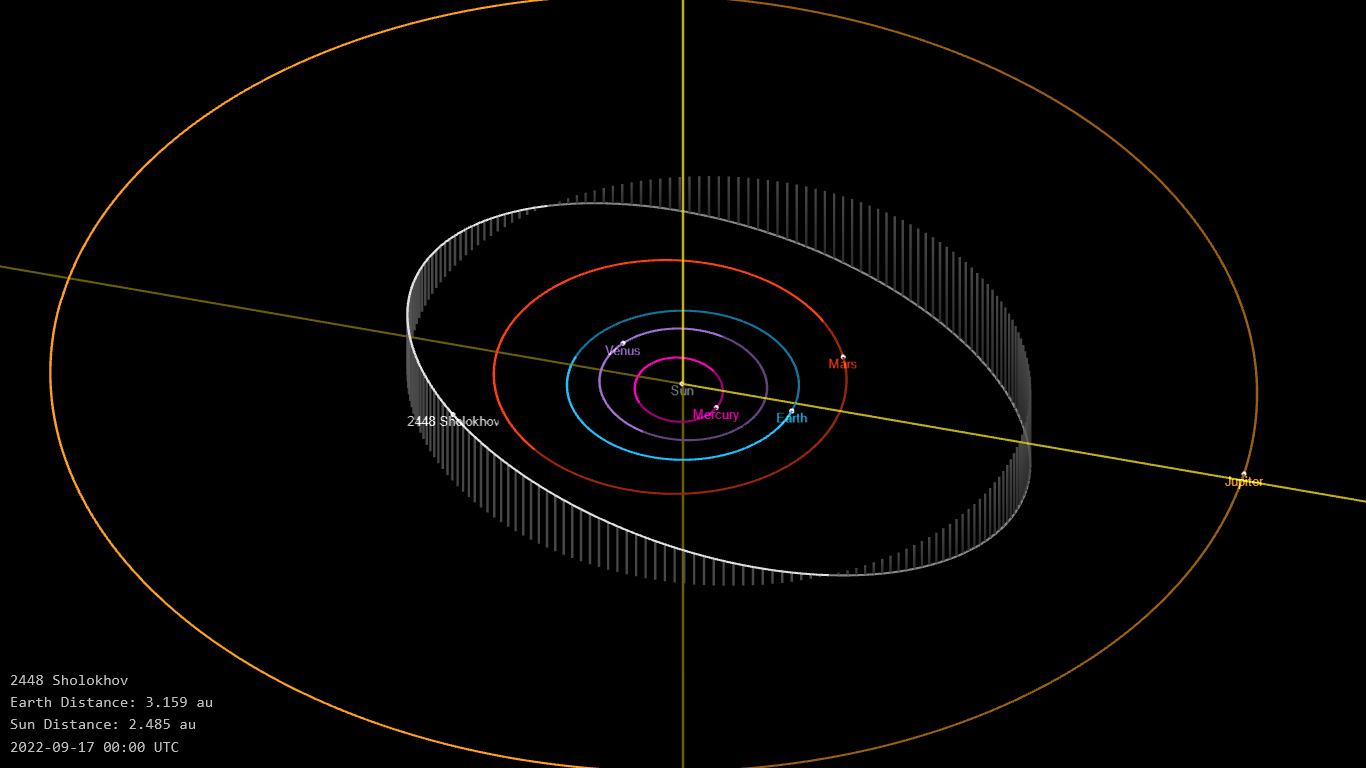
Орбита астероида Шолохов и его положение в Солнечной системе

## Физические характеристики
Из результатов второго этапа спектроскопической съёмки малых астероидов главного пояса (Small Main-belt Asteroid Spectroscopic Survey, SMASSII) следует, что астероид относится к таксономическому классу L.
По результатам наблюдений в инфракрасном диапазоне орбитальной обсерватории IRAS и спутника Akari и наблюдений в видимом и ближнем инфракрасном диапазоне космического телескопа NEOWISE диаметр астероида сначала оценивался равным 30,24±2,9 км, позже — 46,252±0,427 км, 35,00±0,55 км, 41,15±0,57 км, 32,18±9,39 км, 33,93±11,73 км, 38,519±0,177 км и 37,25±13,53 км. Согласно тем же источникам альбедо оценивается как 0,1337±0,030, 0,0571±0,0062, 0,100±0,004, 0,055±0,008, 0,08±0,05, 0,07±0,03, 0,157±0,017 и 0,056±0,056.